# گمینا گورا کالواریا
گمینا گورا کالواریا (به لهستانی:  Gmina Góra Kalwaria) یک گمینا در لهستان است که در شهرستان پیاسچنو واقع شده‌است. گمینا گورا کالواریا ۱۴۵٫۱۱ کیلومتر مربع مساحت و ۲۴٬۰۳۵ نفر جمعیت دارد.